# Paréidolie

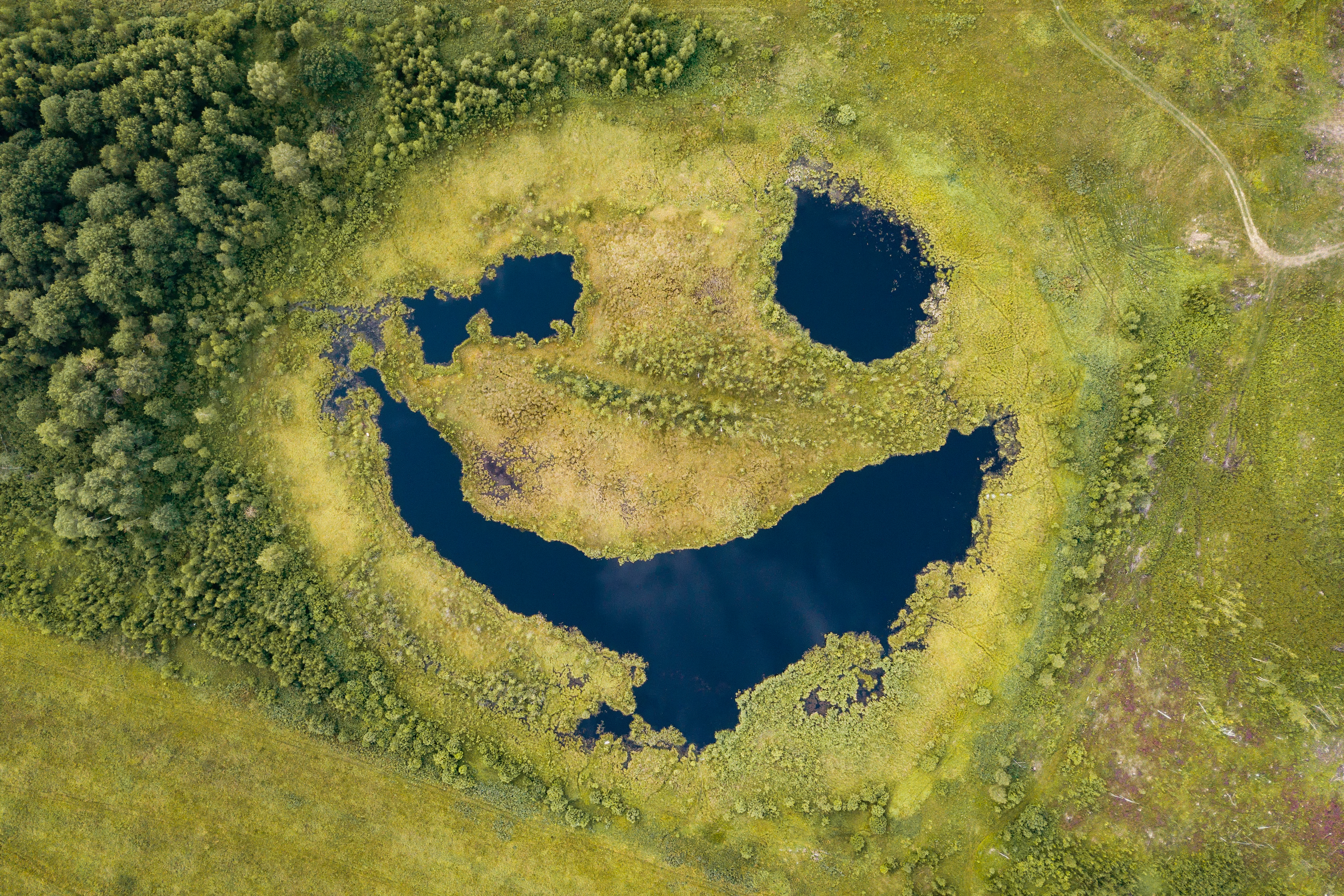
Une paréidolie visuelle se manifeste par exemple à travers ce paysage constitué de lacs naturels, formés dans un cratère d'impact de météorite, où la perception humaine peut discerner un smiley.

Une paréidolie est le processus qui survient, sous l'effet de stimuli visuels ou auditifs, qui consiste à reconnaître une forme familière dans un paysage, un nuage, de la fumée, une tache d'encre, etc., une voix humaine dans un bruit, ou même des paroles (généralement dans sa propre langue) dans une chanson ou un discours prononcé dans une langue qu'on ne comprend pas.
Les paréidolies visuelles font partie des illusions d'optique.

## Étymologie
Composé de la préposition παρά (pará) (« à côté de, auprès de ») suivie du nom εἴδωλον (eídôlon) (« simulacre, fantôme »), diminutif de εἶδος (eîdos) (« apparence, forme »).

## Origines
Le cerveau structure son environnement en permanence, en rapportant les informations qu’il reçoit à des objets connus. La paréidolie est une expression de cette tendance du cerveau à créer du sens en assimilant des formes aléatoires à des formes qu’il a déjà référencées. Le siège cérébral de la fonction permettant de déceler des formes, extrêmement importante pour la socialisation et le développement de l’espèce, se situe dans le lobe temporal. Une lésion de celui-ci peut entraîner des agnosies visuelles aperceptives (par exemple une prosopagnosie, c’est-à-dire l’impossibilité d’identifier un visage) et occasionner, en réaction, des paréidolies.
Bien qu'elle puisse apparaitre à la suite d'un dysfonctionnement cérébral, la paréidolie est généralement causée par la tendance naturelle de l’être humain à assimiler des perceptions nouvelles à celles déjà connues et répertoriées. Elle est la plupart du temps utile pour classer un objet nouveau dans une catégorie connue, mais elle peut aussi être source d’erreurs. On trouve dans l'effet Stroop un autre exemple de cette même tendance des sens à interpréter une perception en la comparant à des objets déjà connus. Il est possible que cette préférence découle de l’avantage évolutif conféré par une très forte capacité à détecter une présence, qui favorise la survie mais pas nécessairement la précision. Ainsi, les erreurs se font presque toutes dans la même « direction » : des faux positifs (reconnaître une présence qui n'est pas là) plutôt que des faux négatifs (ne pas reconnaître une présence).
À la différence des autres illusions visuelles, qui sont créées par les mécanismes de la perception, les paréidolies sont  subjectives : chacun peut voir une chose différente. L'être humain a souvent tendance à voir un visage dès qu'un objet y ressemble. Les attentes, les prédispositions, la culture de chacun a un impact sur ces « projections ». Le test de Rorschach est basé sur cette fonction cognitive. Les paréidolies relèvent donc de phénomènes cognitifs complexes.
Pour expliquer les phénomènes de paréidolie, les spécialistes des sciences neuro-cognitives invoquent la neurophysiologie de la perception et les travaux sur les reconnaissances prototypiques du visage de l'espèce.
Dans la paréidolie visuelle, les stimuli sont organisés en une structure signifiante.
La masse d’informations qui nous parvient par Internet favorise la paréidolie, ce phénomène étant diffusé par un biais cognitif très fréquent, le biais de confirmation.

## Interprétations
Dans L’Énergie spirituelle, Henri Bergson expose l’hypothèse selon laquelle c’est par une paréidolie, à partir des phosphènes naturels qui apparaissent lorsqu’on ferme les yeux, que sont élaborées les images des rêves.
D'après l'article de The Skeptic's Dictionary sur la paréidolie,, ce phénomène psychologique apporte une explication plausible aux messages par voix électronique, aux messages audibles dans des enregistrements joués à l’envers, dans les cas où il s’agit d’une coïncidence (par exemple dans la chanson Better by You, Better than Me de Judas Priest) et aussi à de nombreux cas de visions de figures iconiques ou religieuses (comme les apparitions mariales).

## Exemples
L'apparition dans des nuages d'ours et de lapin (film Le Fabuleux destin d'Amélie Poulain)
L’identification de visages, d'animaux ou de structures diverses dans les nuages est un exemple classique de paréidolie.
En 2004, un toast sur lequel avait été perçue l'image d'un personnage assimilée par certains à celle de la Vierge Marie a été vendu pour 28 000 dollars.
Le cartographe et infographiste français Jules Grandin partage régulièrement sur Twitter des paréidolies, qu'il nomme « thingsmap » dont le mécanisme repose sur l'identification de formes géographiques dans les objets du quotidien, les nuages, les taches.

### Univers naturel

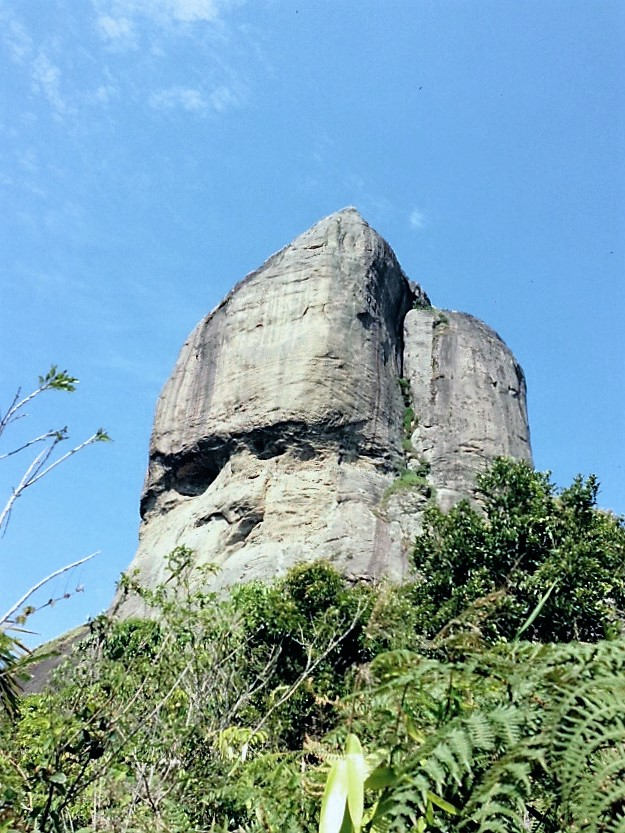
Le visage de Pedra da Gavea à Rio de Janeiro au Brésil.
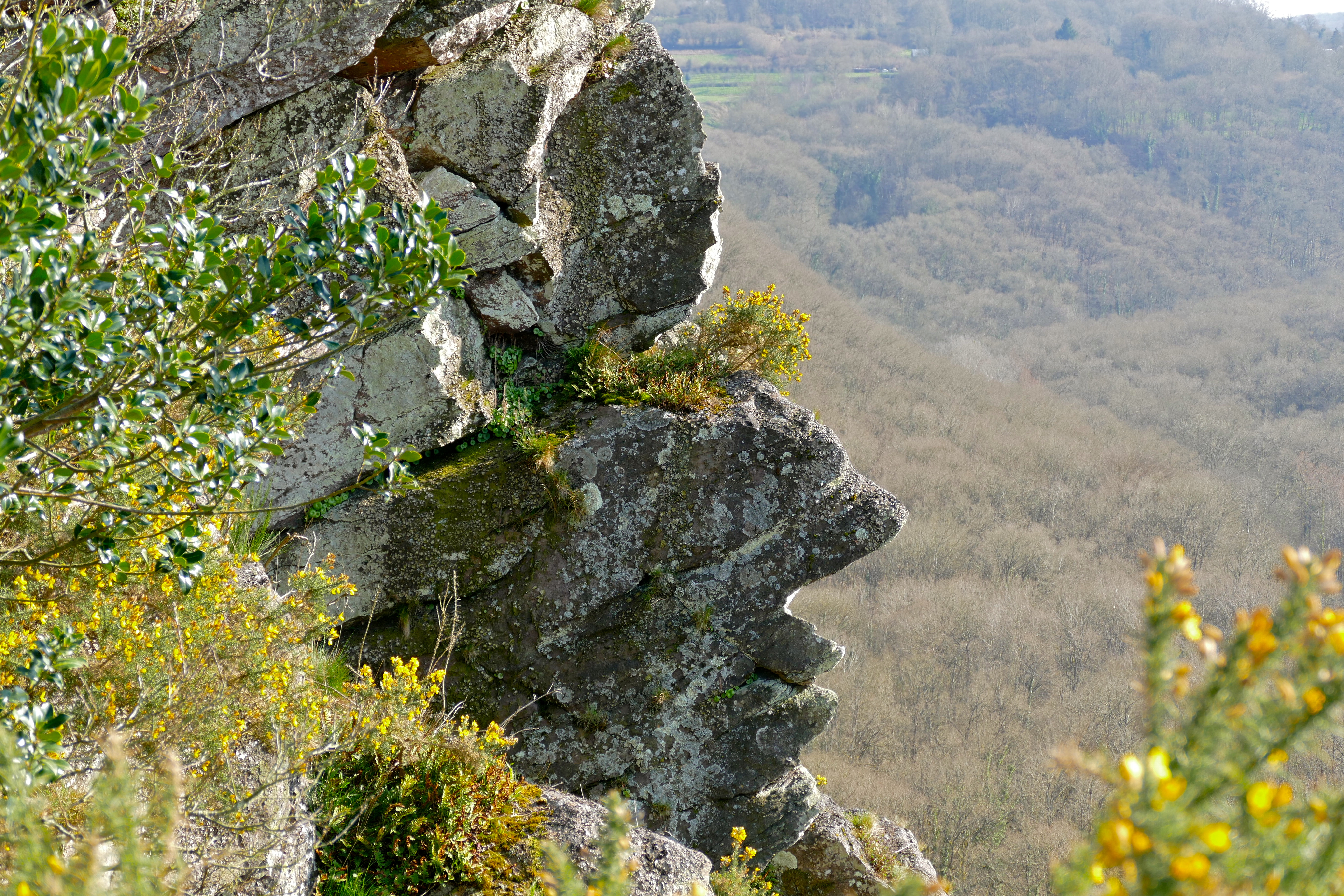
Profil droit d’un visage humain à la Roche d'Oëtre dans l’Orne.
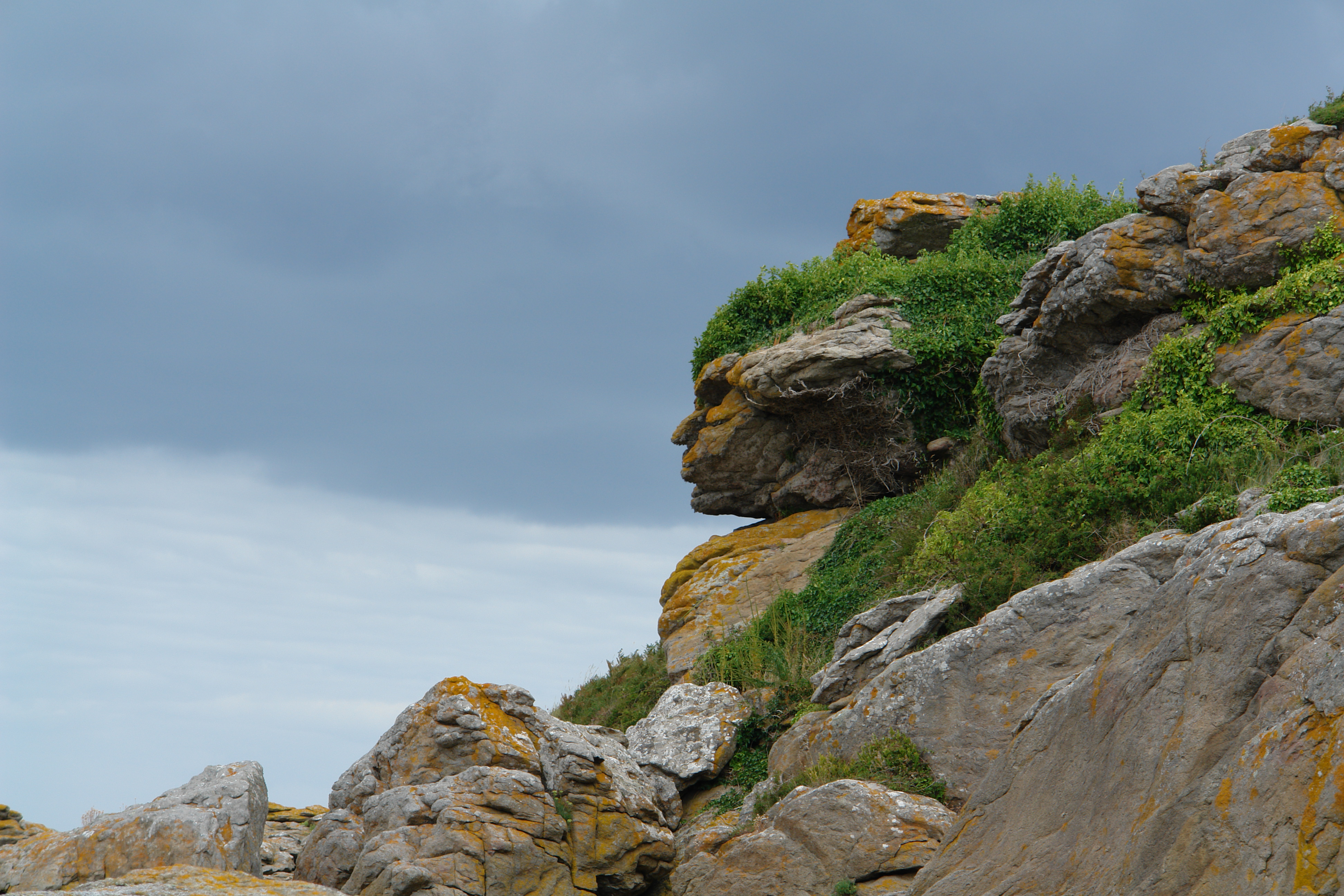
Tête d'Indien dans les rochers, archipel des Ébihens (Bretagne, France).
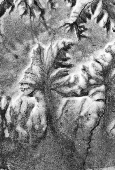
Tête d'Indien dite du Badlands Guardian, en Alberta, Canada.
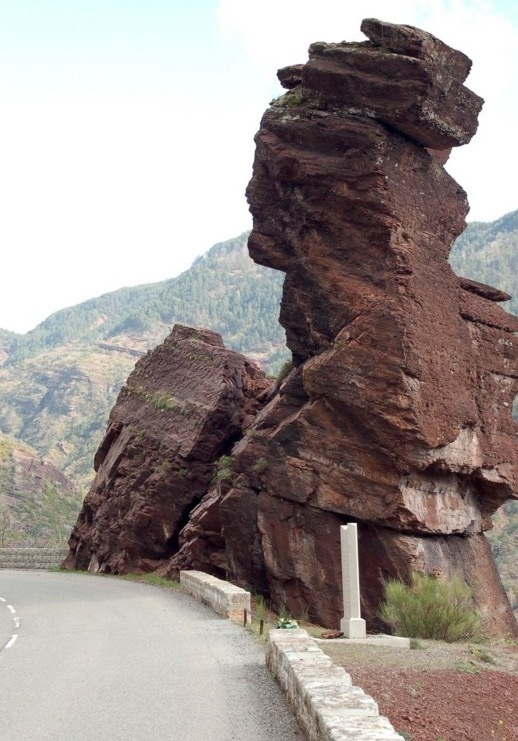
Profil perdu et buste de femme avec chapeau, manteau à collet et capuche, dans les gorges de Daluis (arrière-pays niçois, France), dite « la Gardienne des Gorges ».
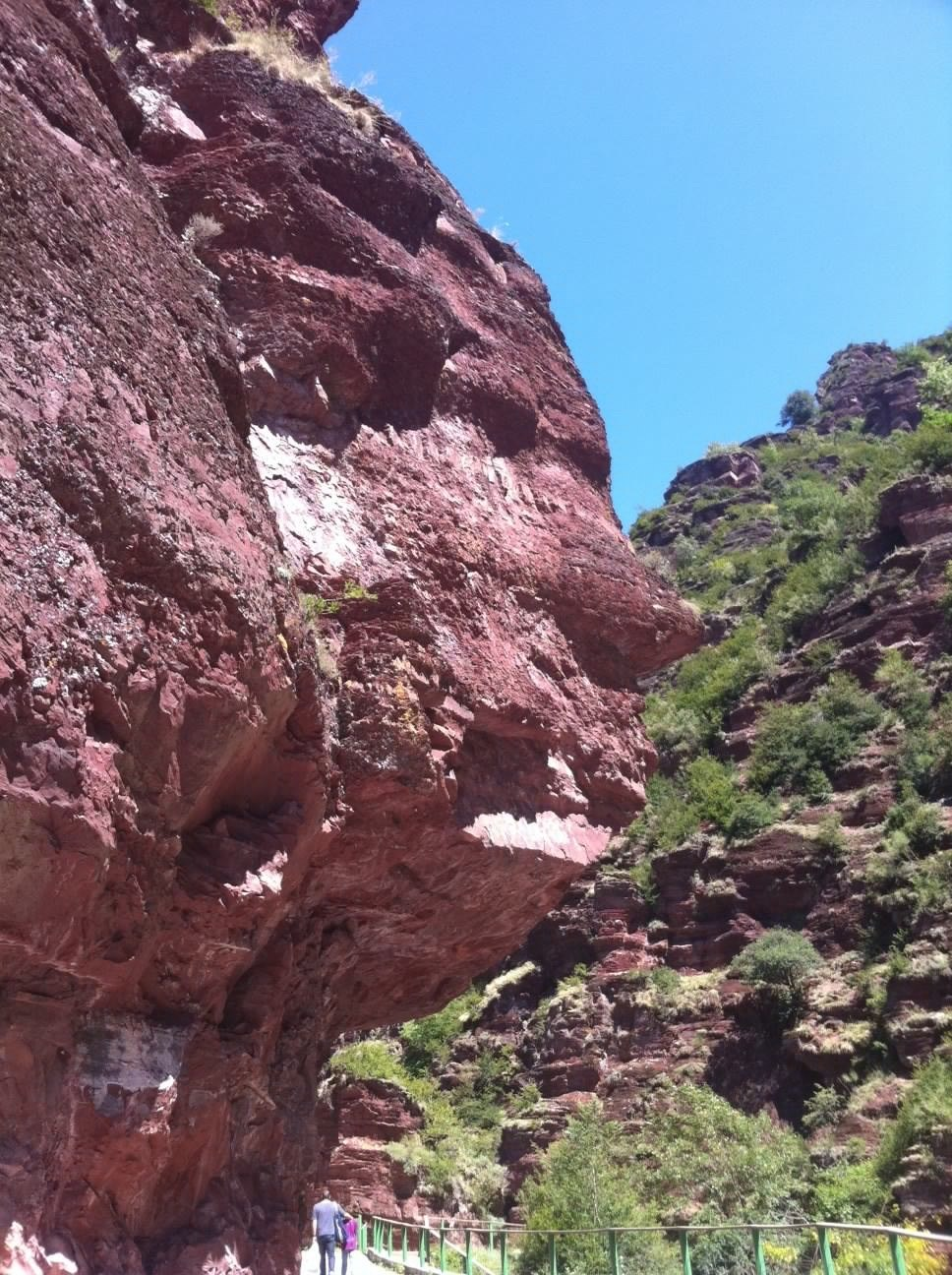
Figure anthropomorphe dite « le visage à la grimace », vue de trois quarts face, schiste rouge, dans les gorges du Cians (Alpes-Maritimes, France).
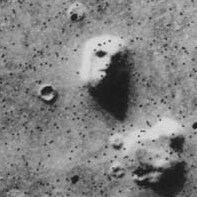
Photo satellite d’un rocher sur Mars, dont les ombres créent le visage de Mars.
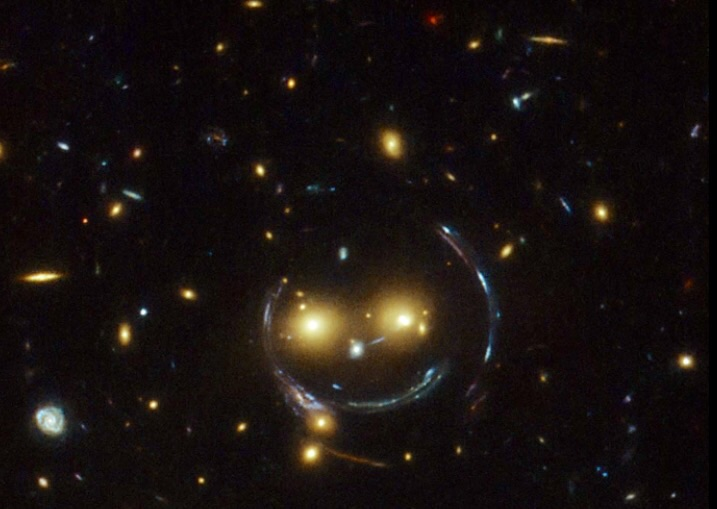
Image fournie par la NASA, via Hubble : une lentille gravitationnelle située à 4,5 milliards d’années-lumière de la Terre donne l’impression d’un gigantesque smiley.
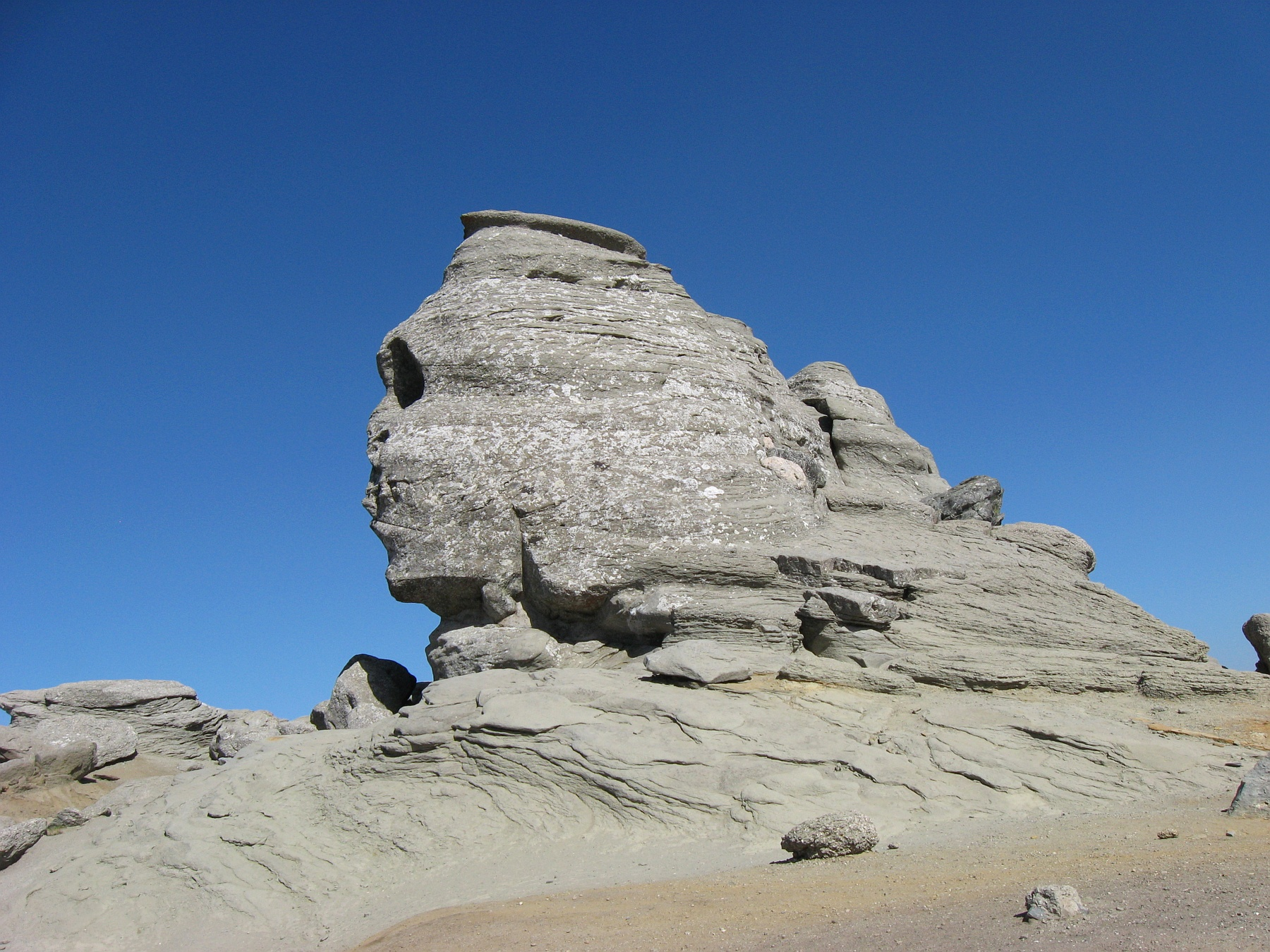
Sphinx des monts Bucegi, dans les Alpes de Transylvanie (Roumanie).
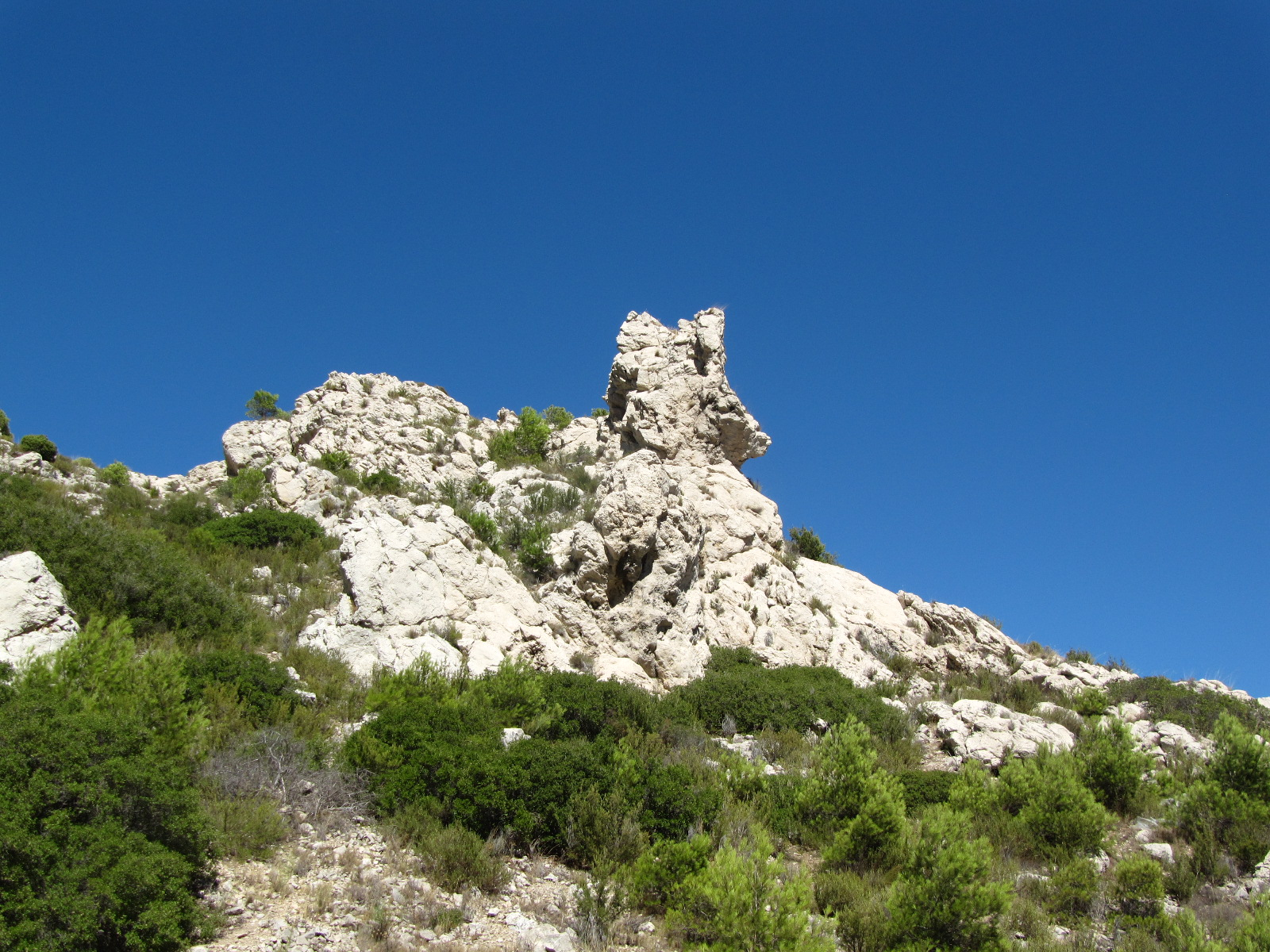
Sphinx du Rove, près de Marseille (France).
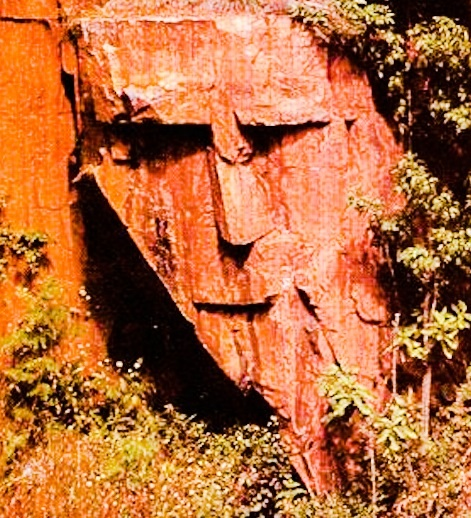
Tête d’Amérindien, plus connue sous le nom de Rock Face, dans les Rocheuses, État du Colorado.
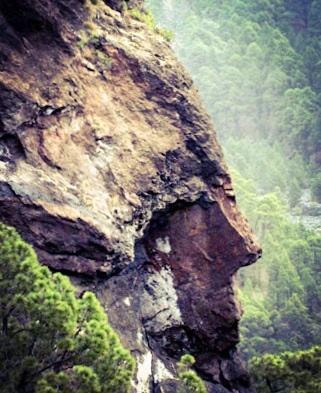
Tête de chef indien, dans le roc, surnommée « El Indio », sur l’île de Grande Canarie (Canaries).
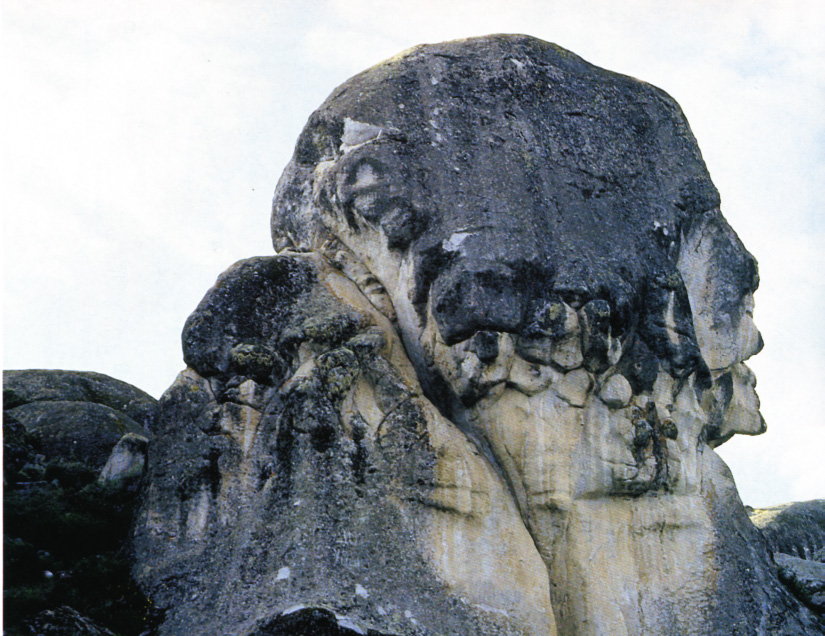
Profil humain se découpant sur le plateau de Marcahuasi, près de Lima (Pérou).
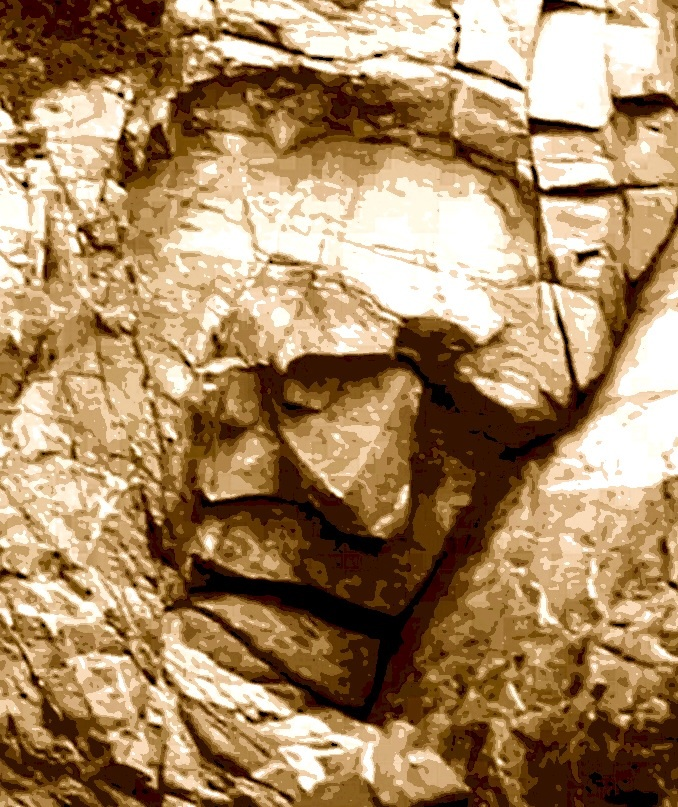
Tête humaine dans le roc, visible à Huatulco, État d’Oaxaca, Mexique.
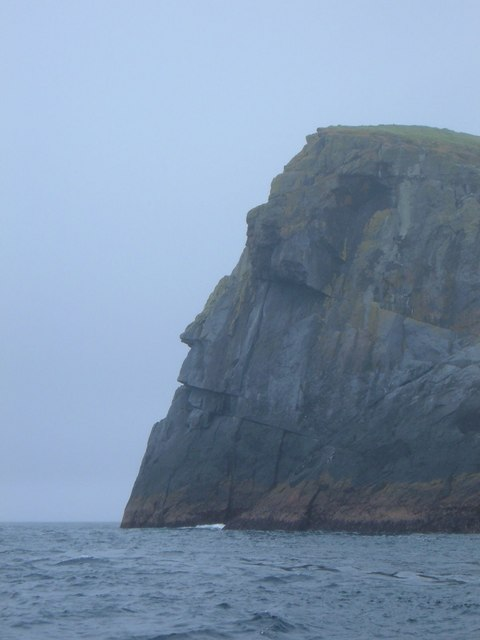
Profil de l’île de Stac Levenish, dans l’archipel écossais de Saint-Kilda.
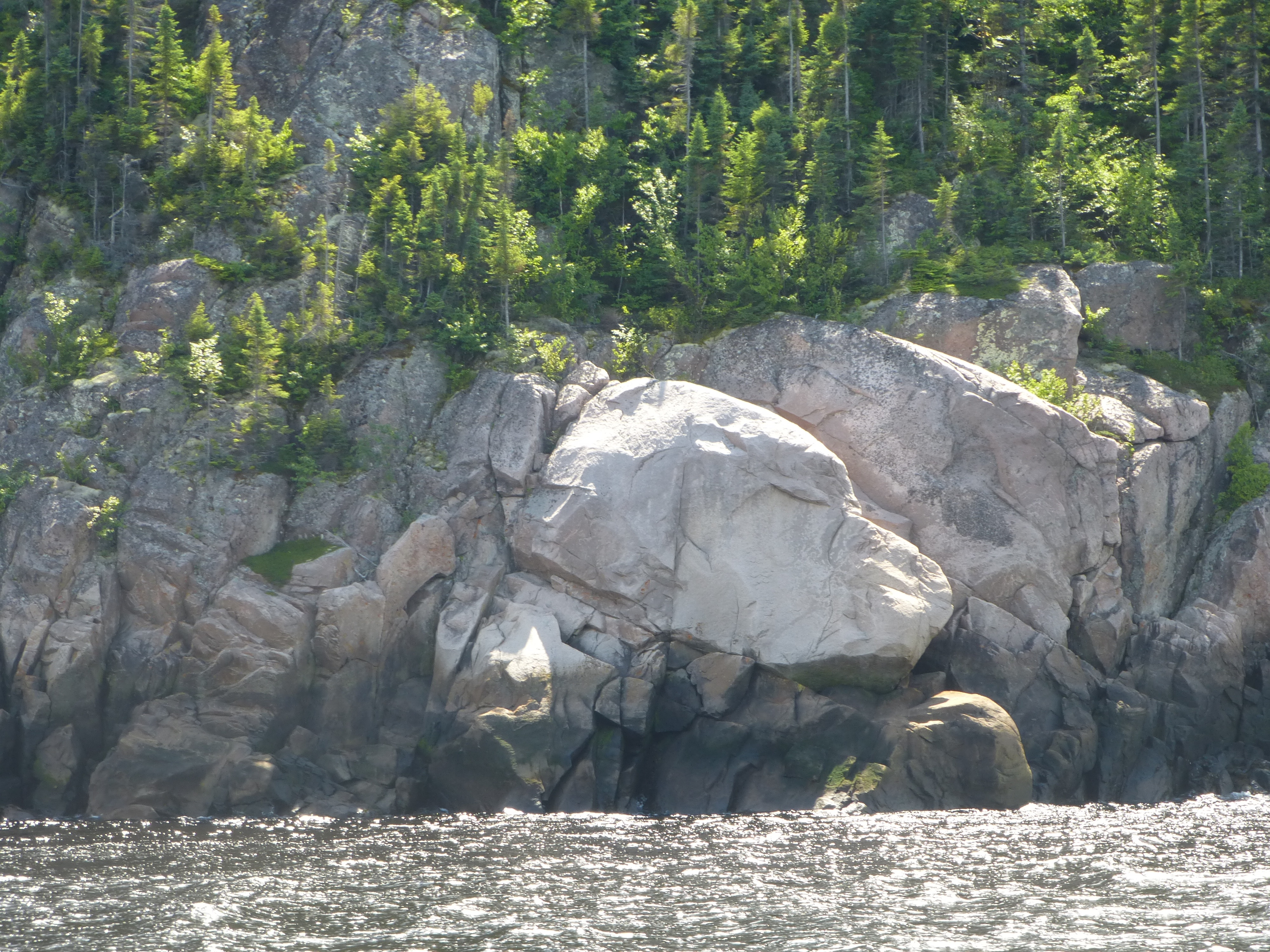
Tête de chien endormi, dans une paroi du fjord du Saguenay, au Québec.
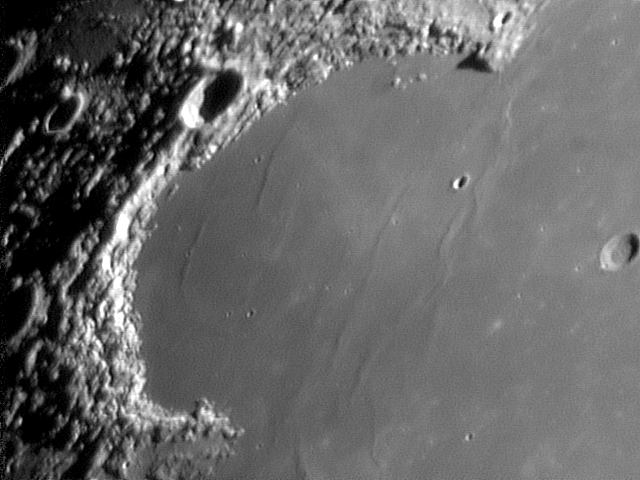
Sinus Iridum dont le Promontorium Heraclides au sud-ouest représente une tête de femme lunaire les cheveux au vent en lune gibbeuse[12].
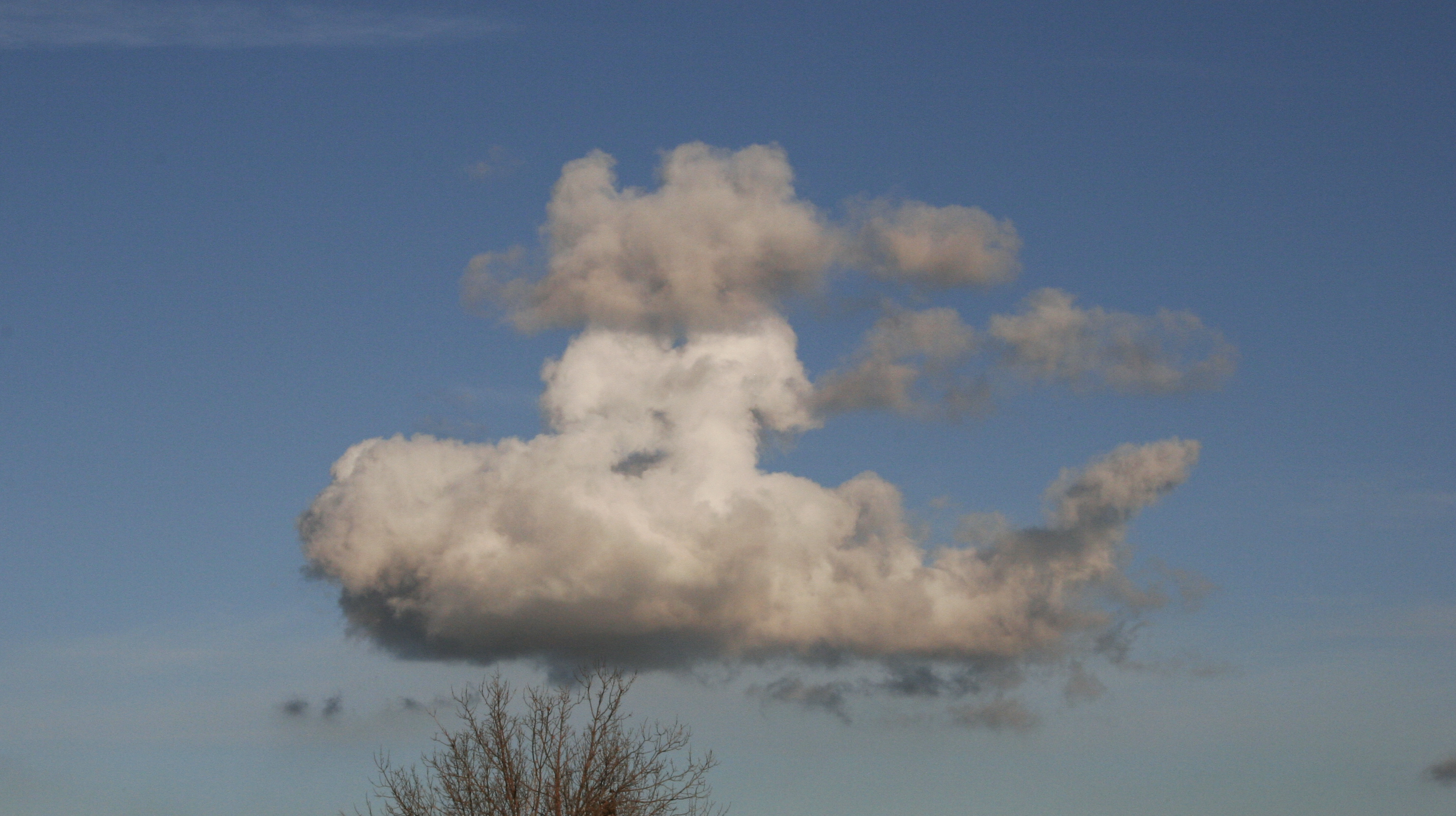
Cachalot ou sous-marin ?
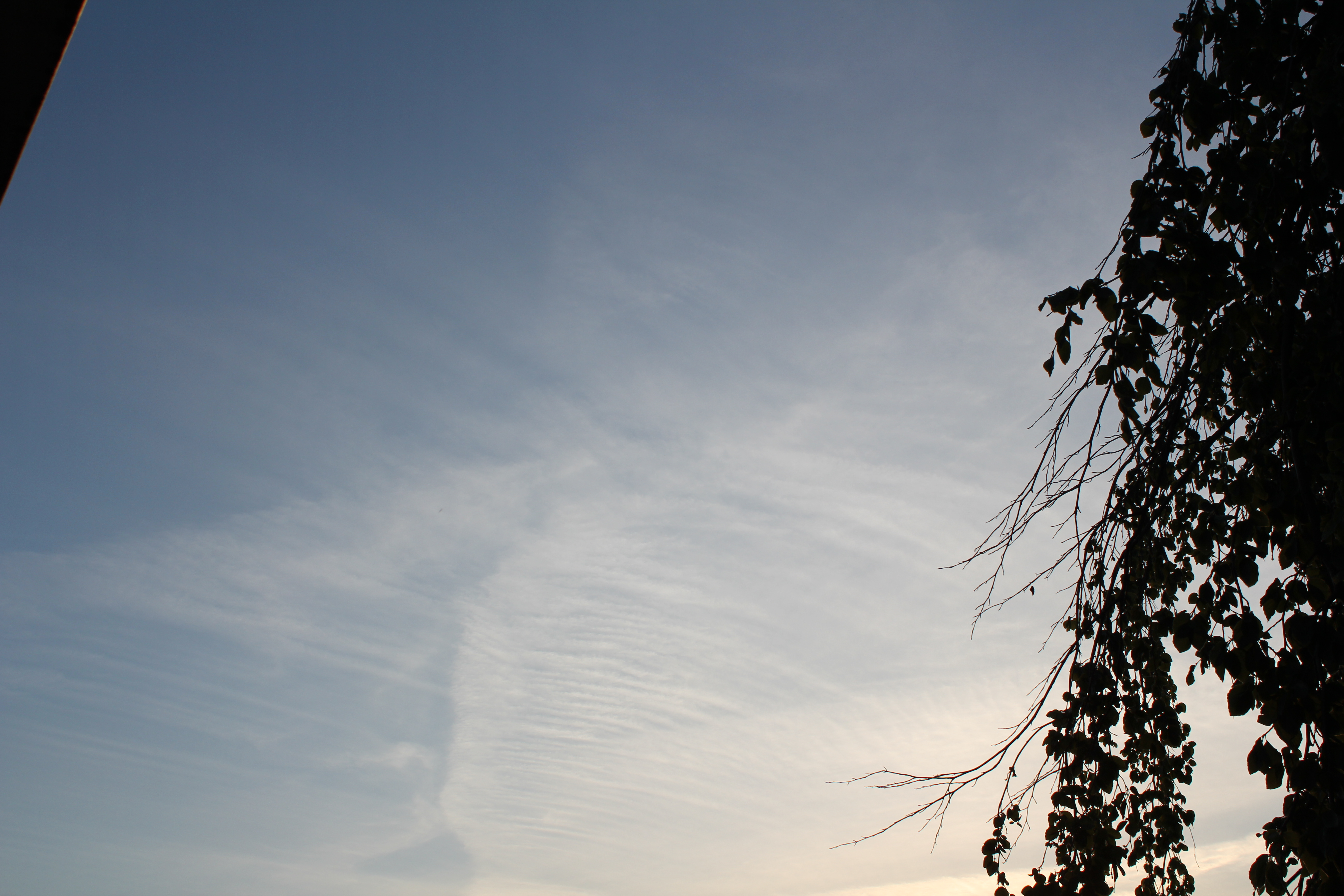
Formation nuageuse suggérant un visage sur un corps à l'apparence cruciforme.
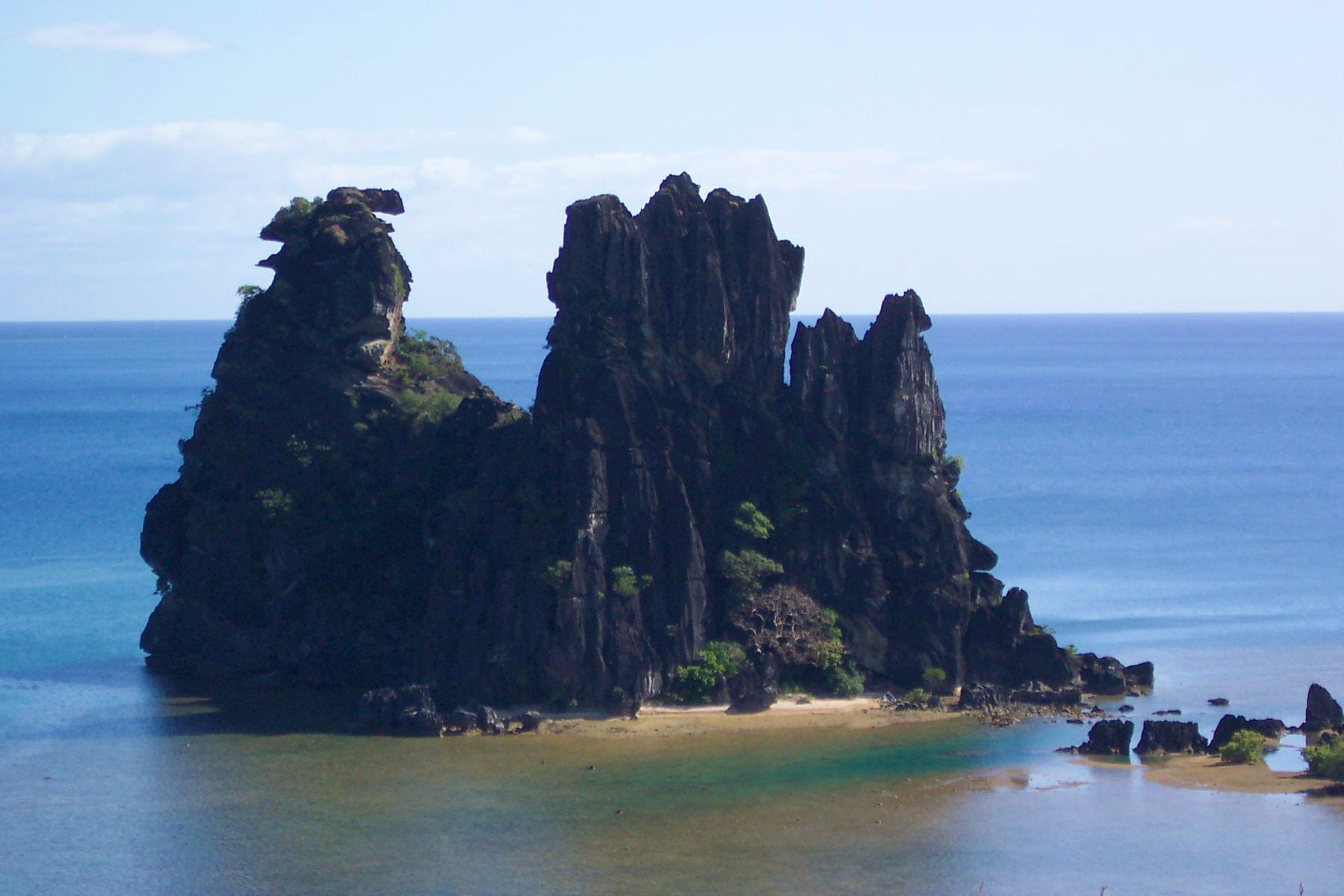
Poule de Hienghene (en Nouvelle-Calédonie).
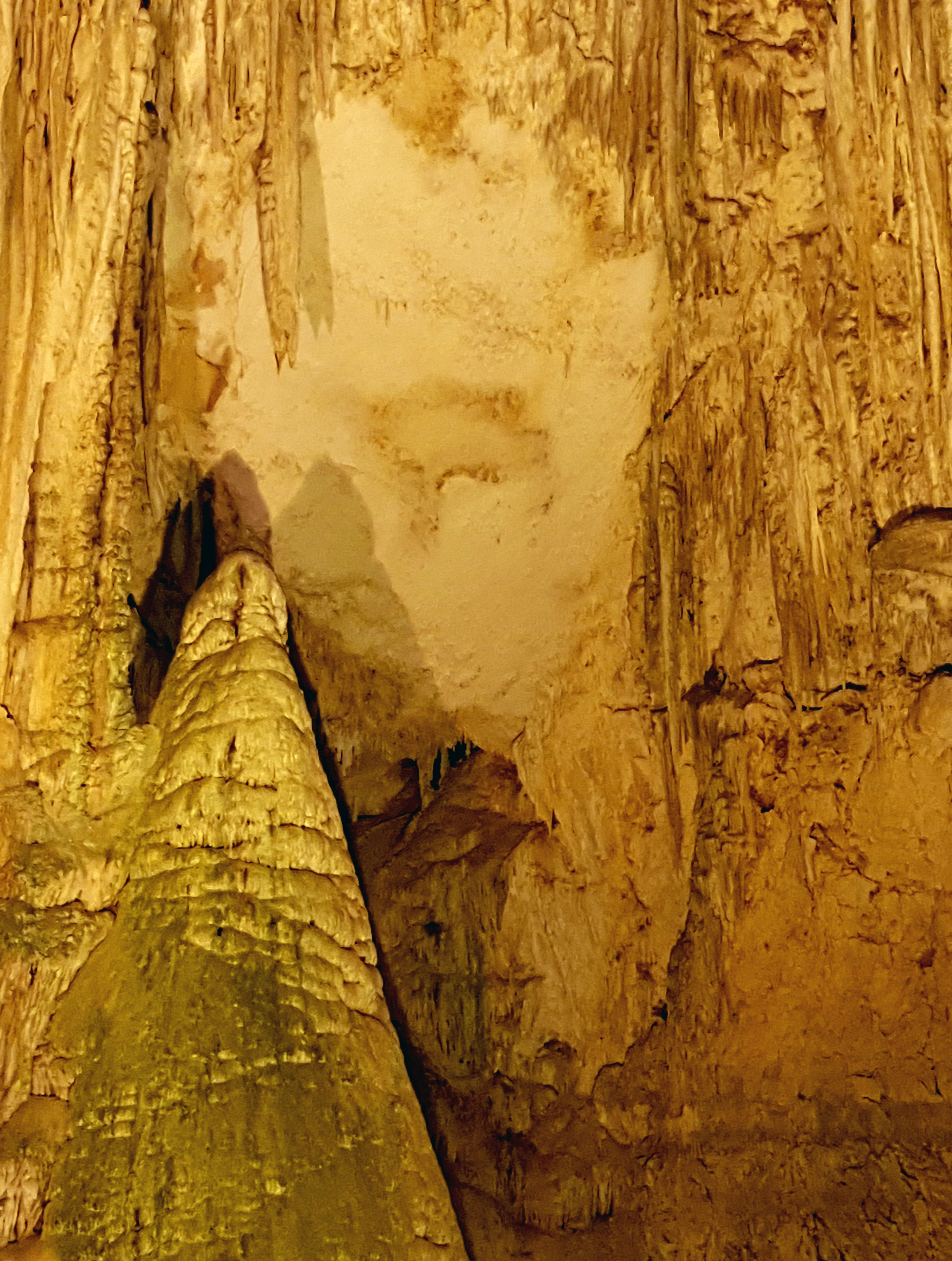
Visage du joueur d'orgue dans la grotte de Neptune (Alghero)
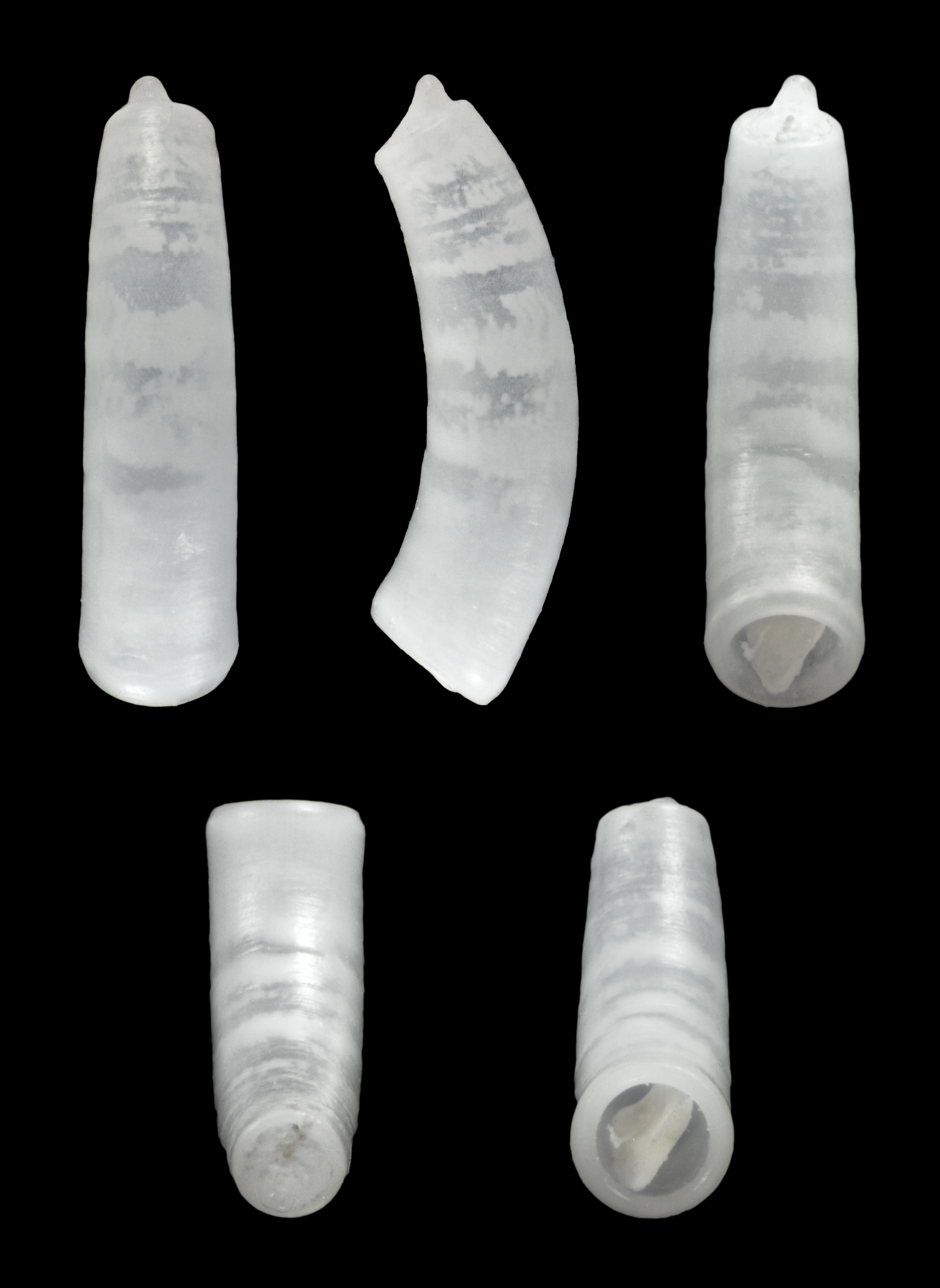
Coquillage Caecum vitreum ressemblant à un préservatif masculin.
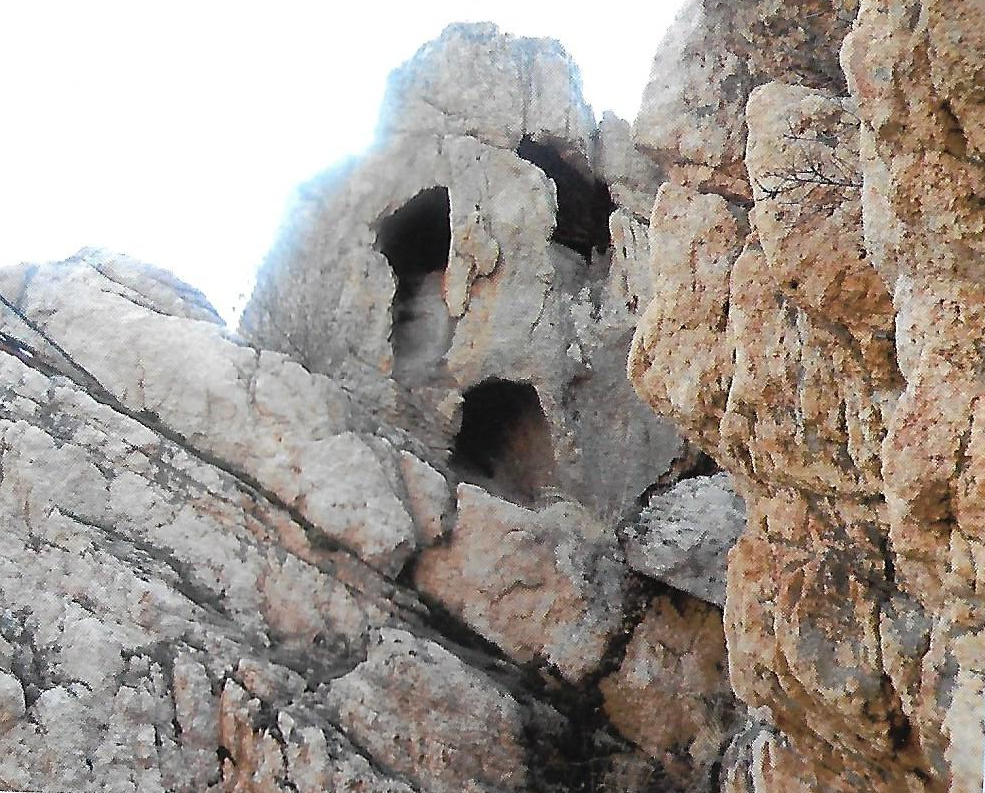
Deux têtes s'affrontant dans le maquis corse (Albitreccia, Porticcio)
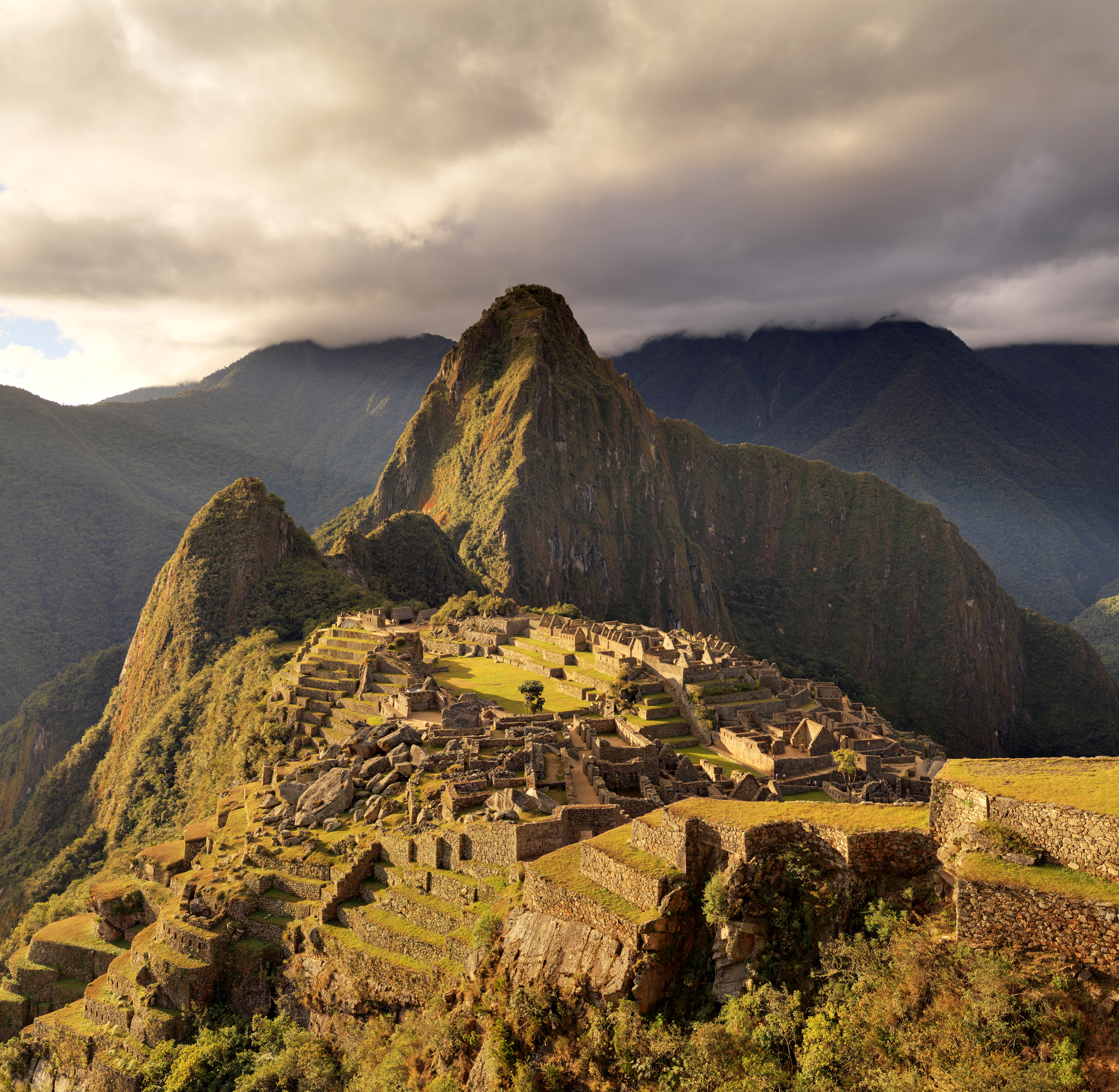
Les Incas voyaient dans la silhouette des montagnes derrière le Machu Picchu le profil de la momie de l'empereur, le Grand Sapa Inca couché, son coude dressé sur sa poitrine.
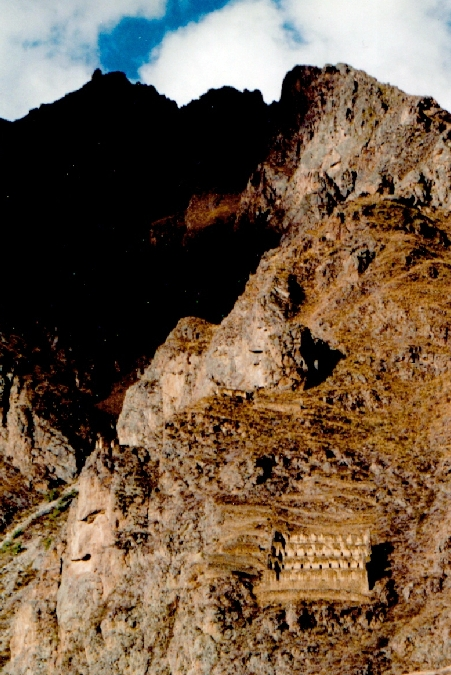
En bas de l'image à gauche, près des Qollqa (ou greniers de l'Inca, à droite) d'Ollantaytambo, les Précolombiens voyaient dans cette roche creusée le profil (plutôt effrayant ici) de l'Inca Pachacutec ou du dieu créateur Viracocha. Une petite construction au sommet figure sa couronne et complète l'image imaginaire.
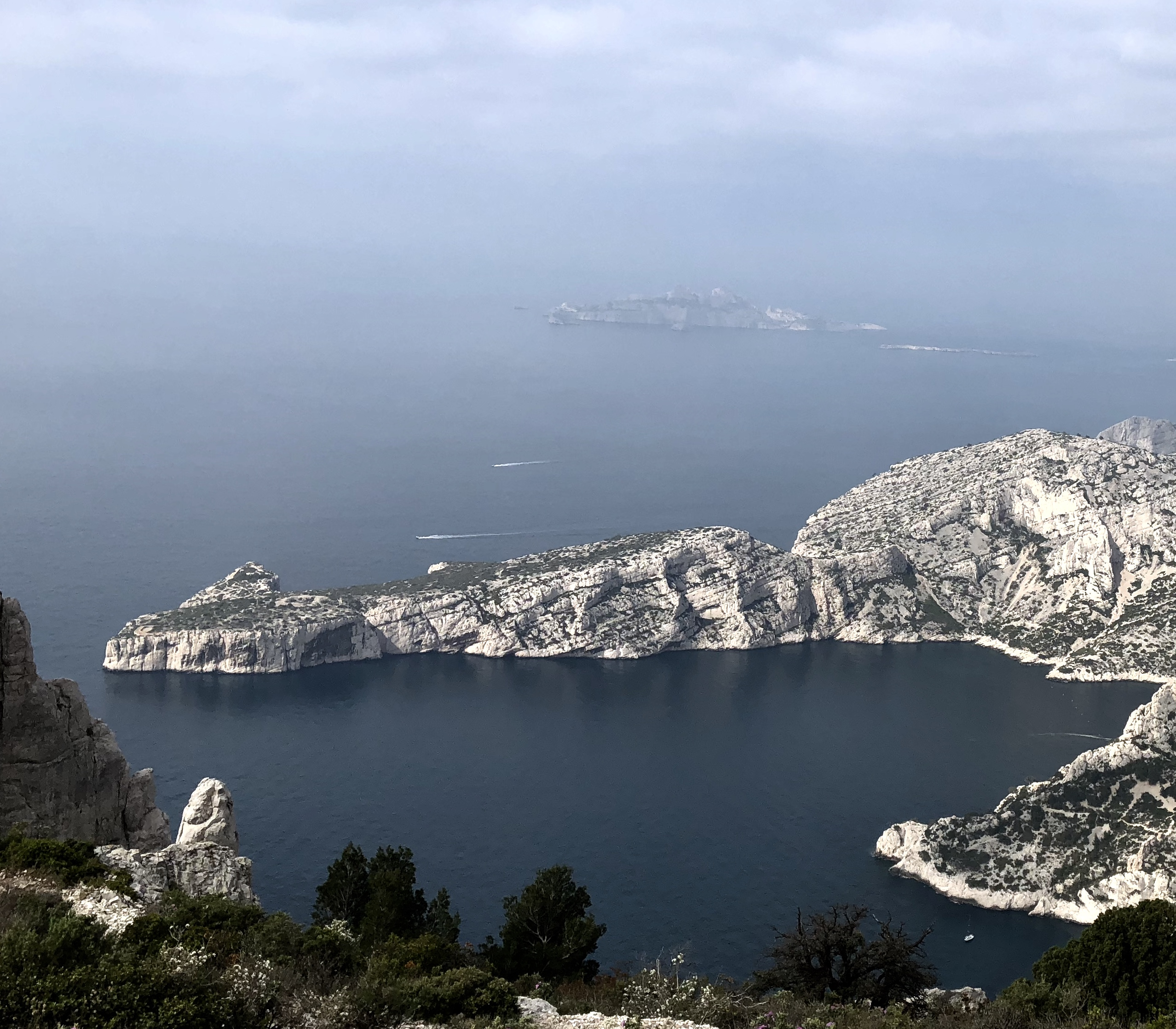
Le « cap du Lézard » (Calanque de Morgiou), près de Marseille.
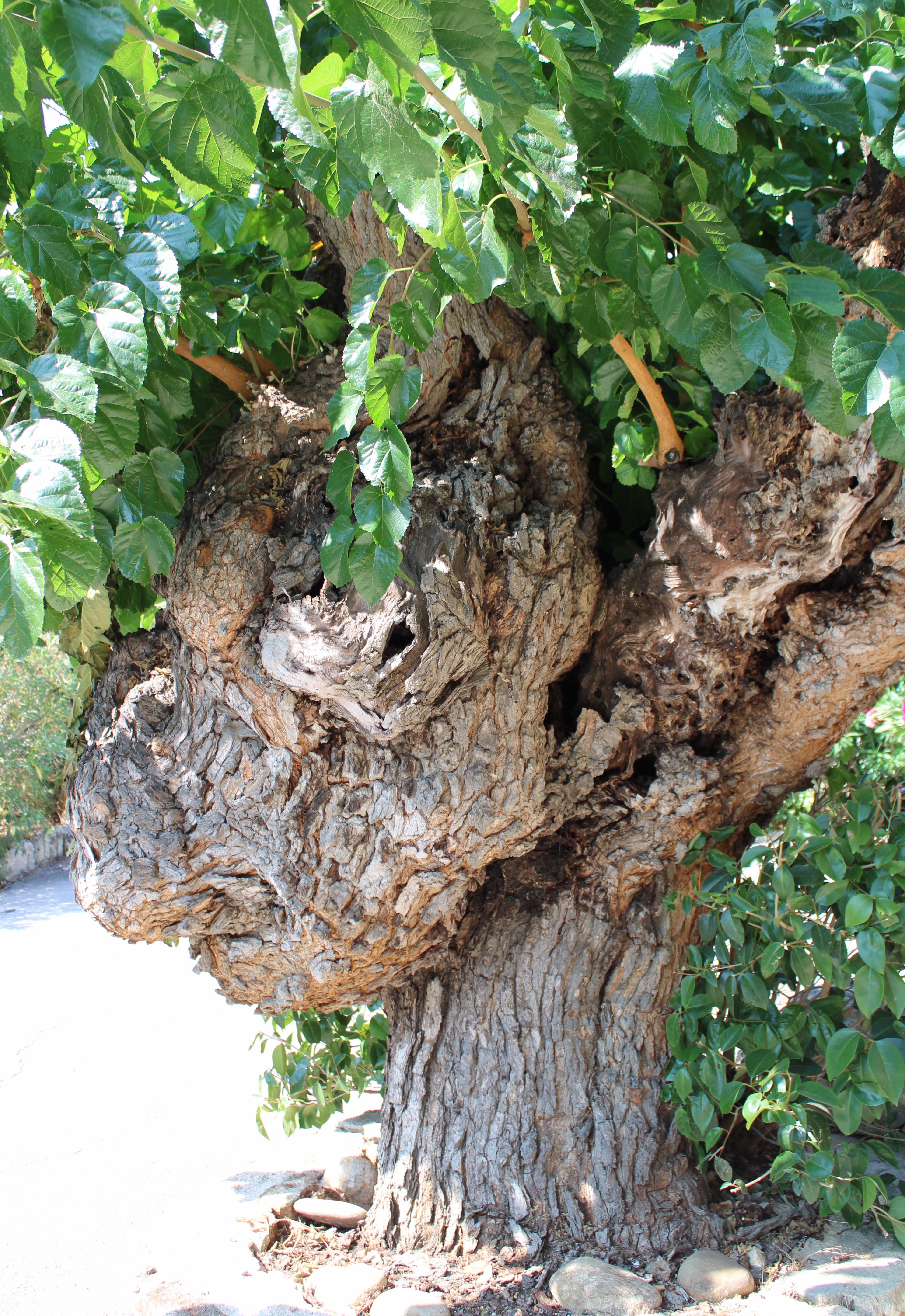
Tête d'animal sur le tronc d'un mûrier à Aurons (Bouches-du-Rhône). Comme un paresseux suspendu par les bras de part et d'autre de sa tête.
Les paréidolies visuelles font partie des illusions d'optique, comme dans le dessin du canard-lapin.
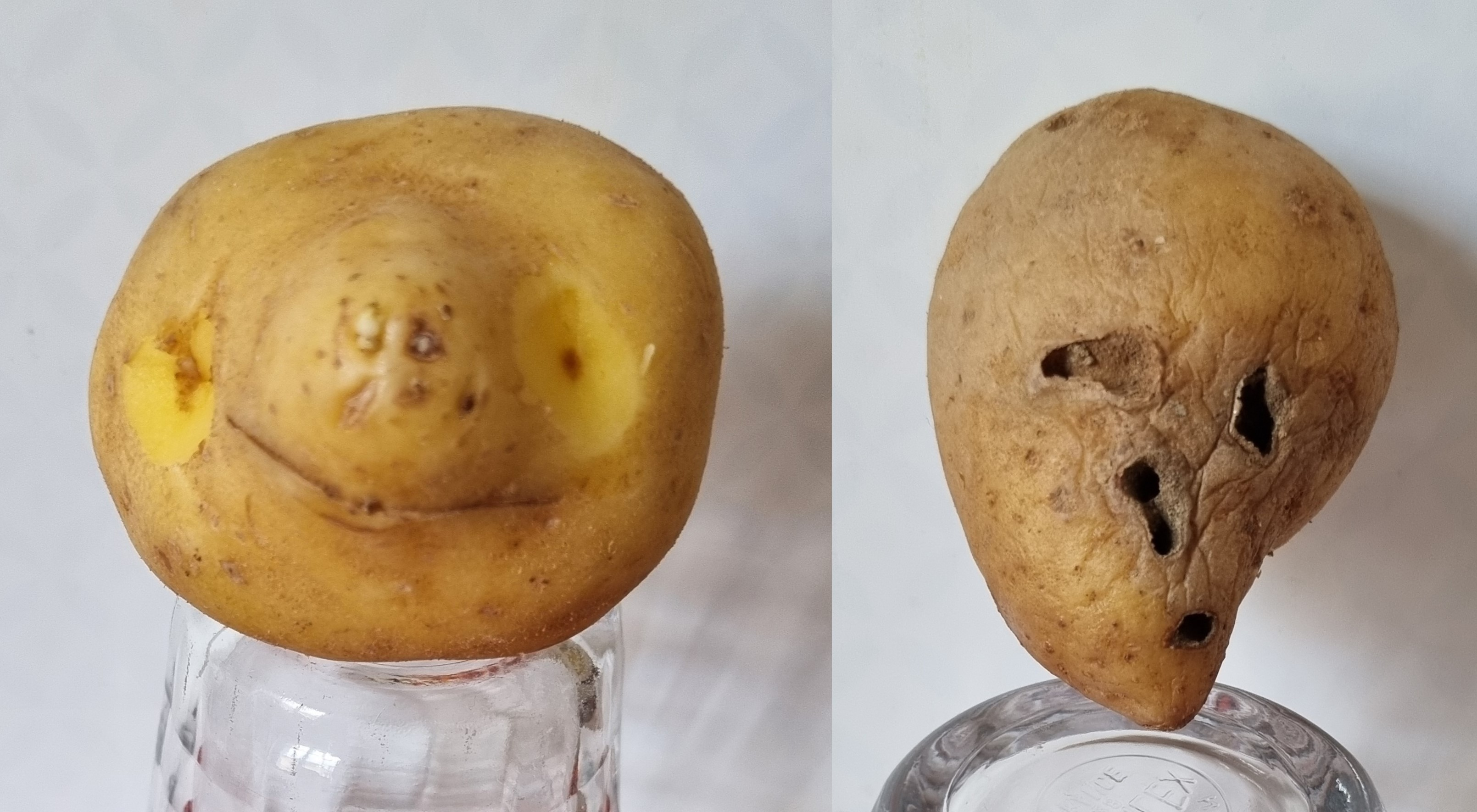
Visages apparaissant dans des pommes de terre.
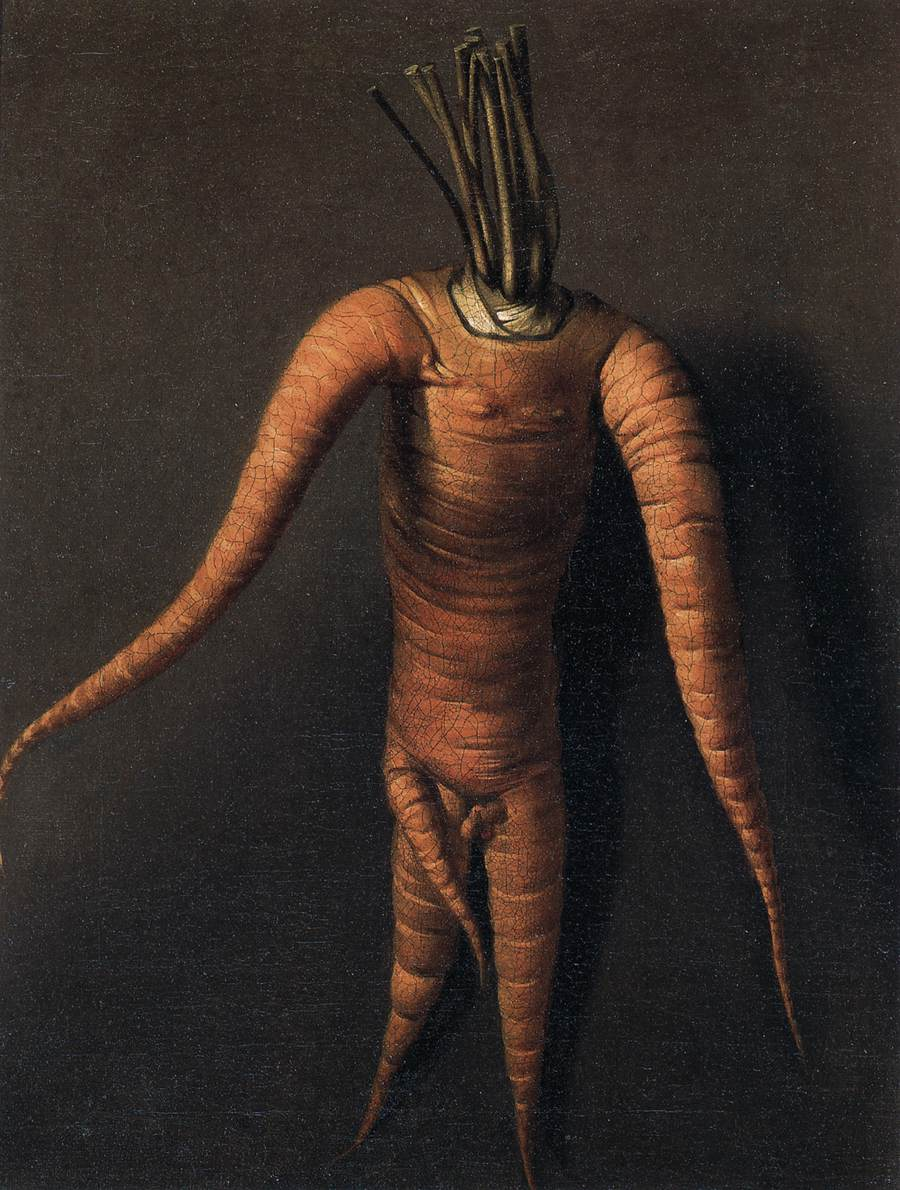
Corps de 4 membres d'une carotte ; on voit même représentée ici l'ébauche du sexe (masculin).
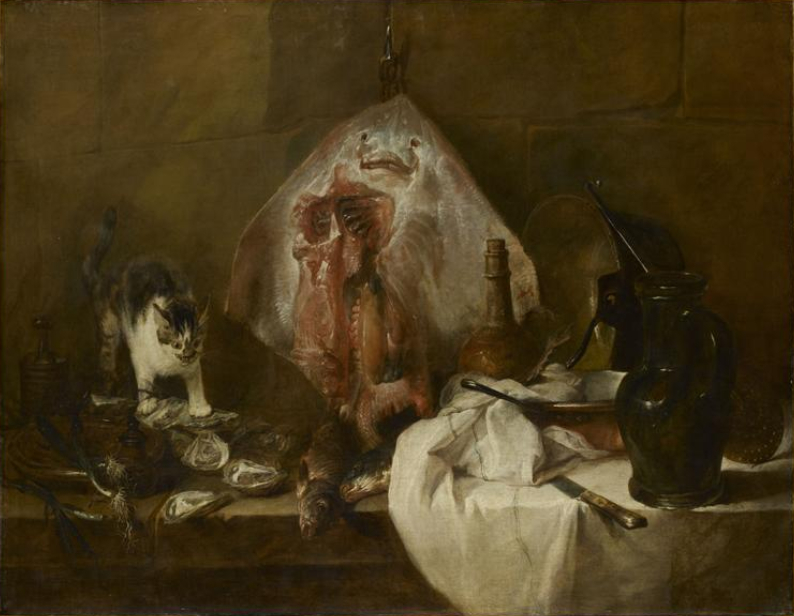
La Raie de Chardin (1728) avec son fameux faux « sourire » énigmatique ou "cruel"[13].

### À partir d'éléments artificiels

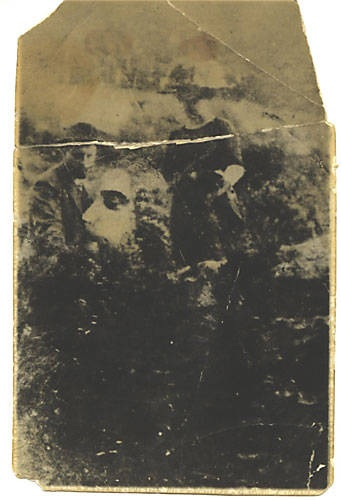
Une des plus fameuses paréidolies photographiques, où l'on voit un visage masculin barbu et aux cheveux longs apparaître, alors qu'il s'agit en réalité d'un bébé coiffé d’un chapeau, simplement assis sur les genoux de son père, le tout sur fond de nature.
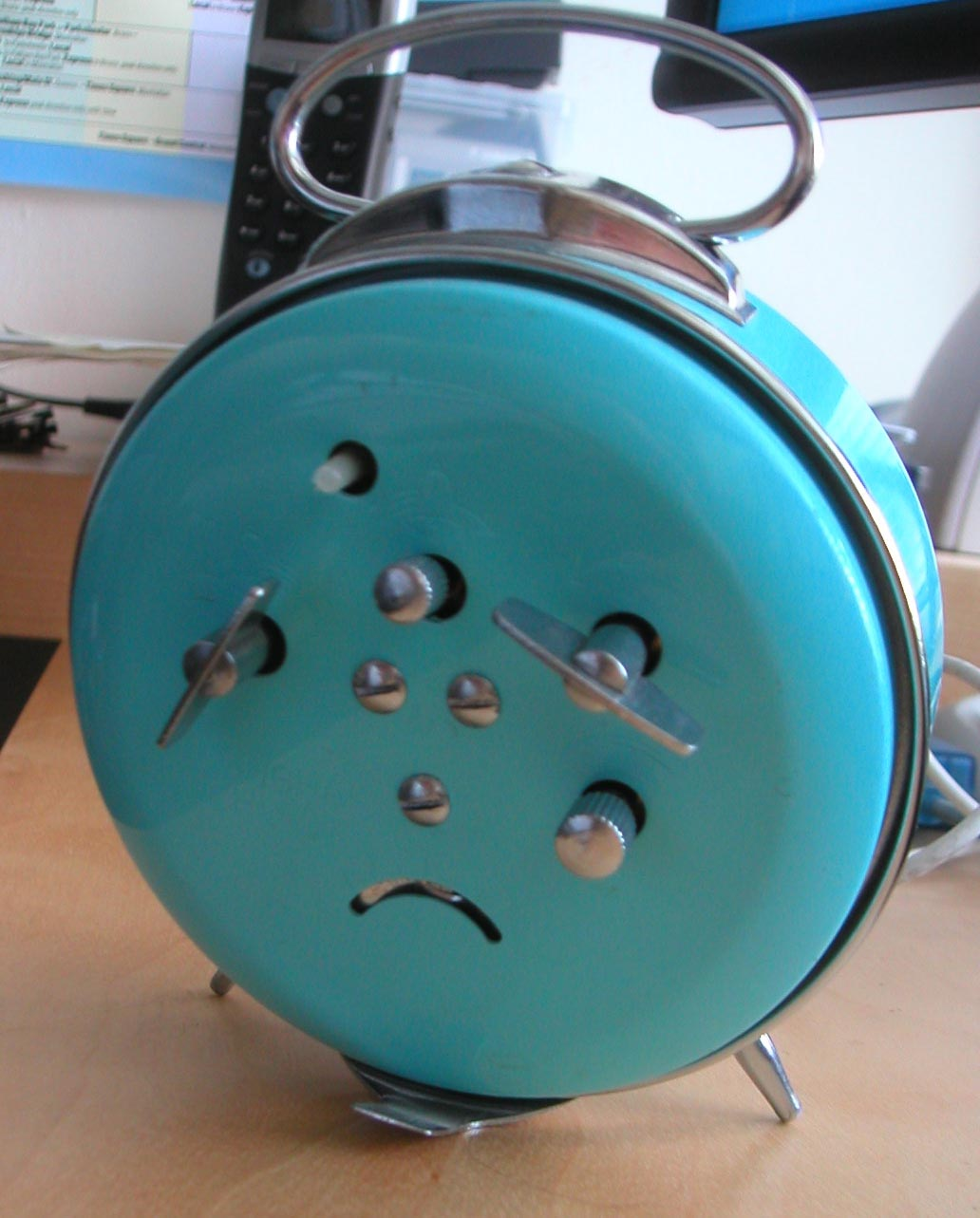
Autre exemple plus ordinaire de paréidolie : un réveil-matin pouvant être perçu comme un visage triste.
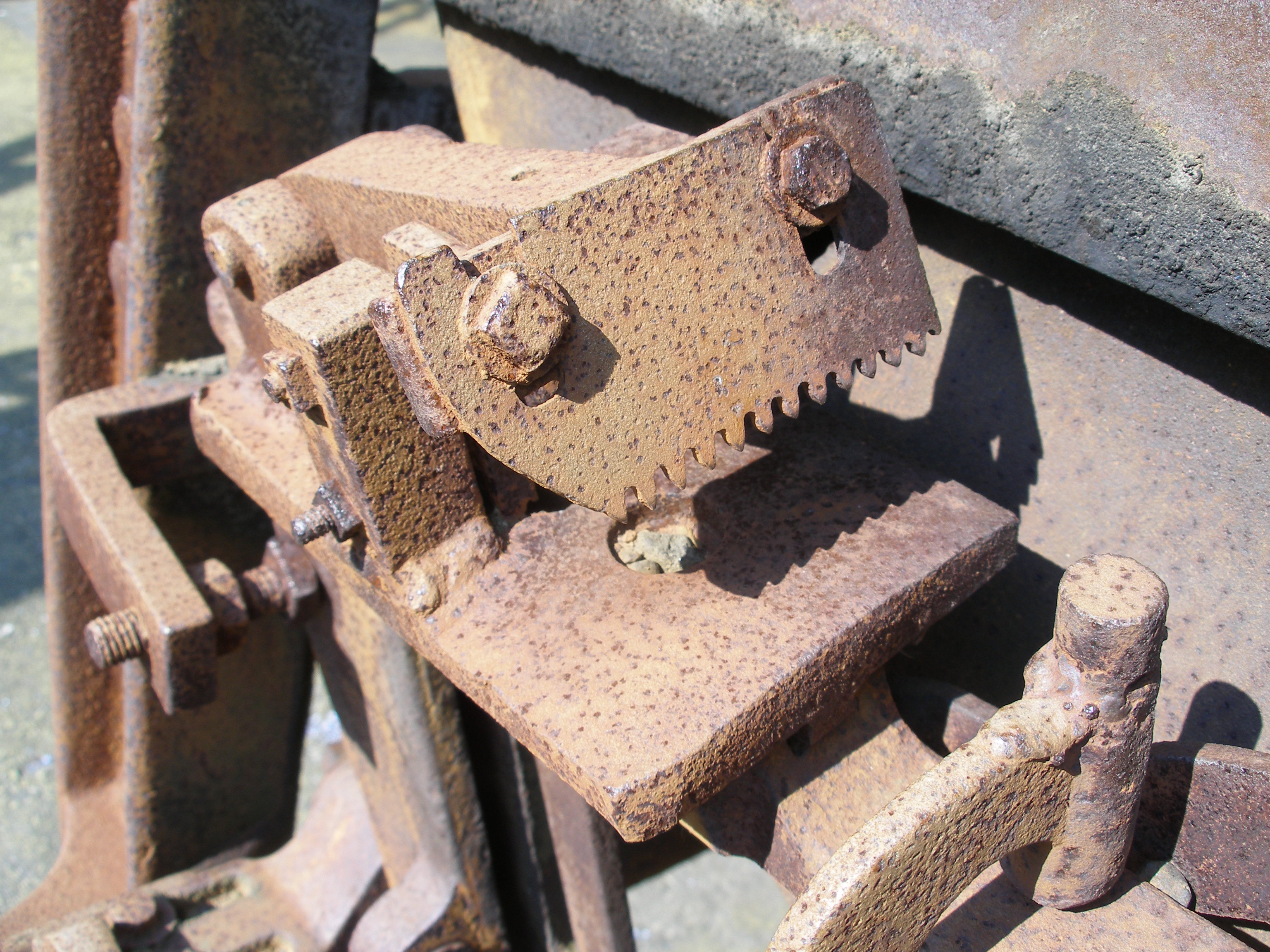
Une vieille pièce de mécanisme, évoquant la tête d’une bête fantastique.
Une prise murale suggérant l'idée d’un visage souriant.
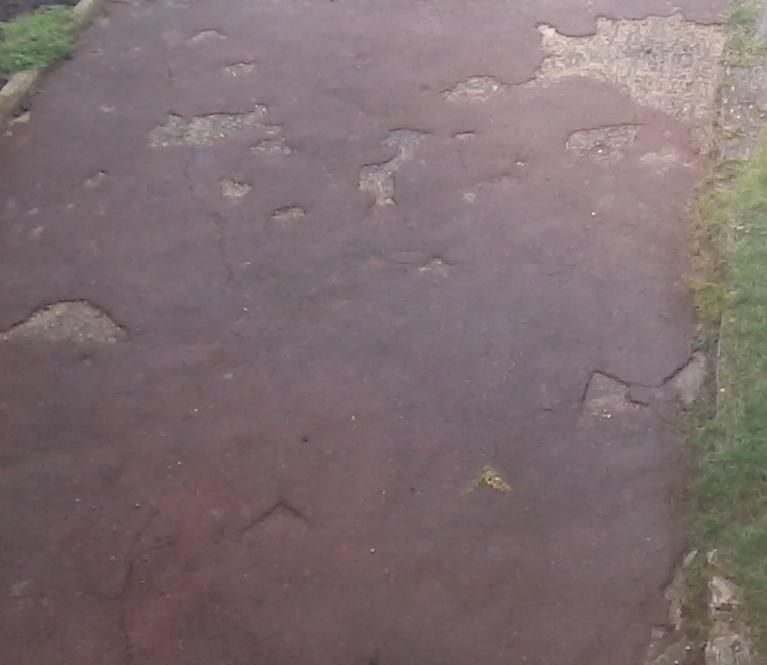
Des défauts de goudron suggérant une partie de l’Europe occidentale.